# Hans Ager
Hans Ager (* 23. Oktober 1949 in Itter, Tirol) ist ein österreichischer Politiker (ÖVP).

## Ausbildung und Beruf
Nach der Volksschule in seinem Heimatort Itter besuchte Ager von 1960 bis 1964 die Hauptschule in Hopfgarten, ehe er von 1964 bis 1967 eine Ausbildung zum Koch absolvierte. Nach seinem Präsenzdienst war Ager zunächst in diesem Beruf tätig, ehe er sich 1982 als Gastwirt selbständig machte. Zuvor hatte Ager am Neckermann Management College im schweizerischen Weggis Betriebs- und Personalführung studiert.

## Politische Ämter
Ager gehört seit 1985 dem Gemeinderat von Itter an. Seit 1990 ist er stellvertretender Landesobmann der Tiroler Landesgruppe des Österreichischen Wirtschaftsbundes (ÖWB), der Interessenvertretung der kleinen und mittleren Unternehmer innerhalb der ÖVP. Von 1993 bis 2002 stand er der Bezirksorganisation des ÖWB im Bezirk Kitzbühel vor.
Am 1. Juli 1999 zog Ager für die Tiroler ÖVP erstmals in den Bundesrat ein, dem er bis zum 30. Juni 2008 angehörte. Von Juli bis Dezember 2003 war er turnusgemäß dessen Präsident. Die Schwerpunkte seiner Arbeit lagen im Ausschuss für auswärtige Angelegenheiten, dessen Vorsitzender er mit wenigen Unterbrechungen von November 2003 bis Juni 2008 war, sowie im Ausschuss für Wirtschaft und Arbeit und im Finanzausschuss.

## Ehrungen
Ager ist seit Mai 2009 Träger des Großen Silbernen Ehrenzeichens mit dem Stern für Verdienste um die Republik Österreich.

## Bundesratsvorsitz 2008
Im ersten Halbjahr 2008 war Ager wiederum als Bundesratspräsident vorgesehen. Der Tiroler Landeshauptmann Herwig van Staa versuchte Ager zum Rücktritt zu bewegen, um Agers Mandat und Präsidentenfunktion für den ehemaligen VP-Geschäftsführer Georg Keuschnigg frei zu machen. Van Staa berief sich dabei auf eine angebliche schriftliche Erklärung Agers, jederzeit zurückzutreten, wenn sein Mandat benötigt werde.
Ager weigerte sich, sein Mandat abzugeben. Unter Ausnutzung der Lex Kampl beschloss der Tiroler Landtag eine Umreihung seiner Bundesräte und machte dadurch den 79-jährigen Seniorenbundobmann Helmut Kritzinger zum Präsidenten des Bundesrats. Ager, der dies als persönliche Bestrafung durch den Landeshauptmann sah, kritisierte daraufhin in einer Bundesratssitzung seinen Parteifreund van Staa scharf als "machthungrigen Feudalherren". Agers Kritik fand großes Medienecho und brachte ihm insbesondere die Sympathien der SPÖ ein.